# Bertrand de Garrigues
Le bienheureux Bertrand de Garrigues a été l'un des premiers compagnons de saint Dominique. Il a été dit de lui qu'il était  « un véritable reflet de la sainteté de son maître ». En effet, son zèle, son industrie, sa sainteté, sa gentillesse envers les autres et sa sévérité envers lui-même ont fréquemment été mentionnés par les auteurs de l'histoire dominicaine. 

## Vie
Originaire de Garrigues près de Nîmes dans le Gard, il fut séduit par la sainteté et le projet de saint Dominique d'aller convertir les cathares par la prière et l'exemple d'une vie de pauvreté et d'austérité.
En 1216, Dominique le nomma prieur du couvent de Toulouse. Puis il l'envoya à Paris fonder un couvent au cœur de l'Université, alors la première de l'Europe chrétienne. Ainsi, il participa à l'établissement du couvent Saint-Jacques (dit couvent des Jacobins) en 1217 avec un petit groupe de sept frères dont Mannès de Guzmán et Matthieu de France.    
De retour dans sa région natale, il est à l'origine de plusieurs autres établissements à Montpellier, et à Avignon. Il devint provincial du Midi de la France (Provence, Alpes, Pyrénées) en 1221.

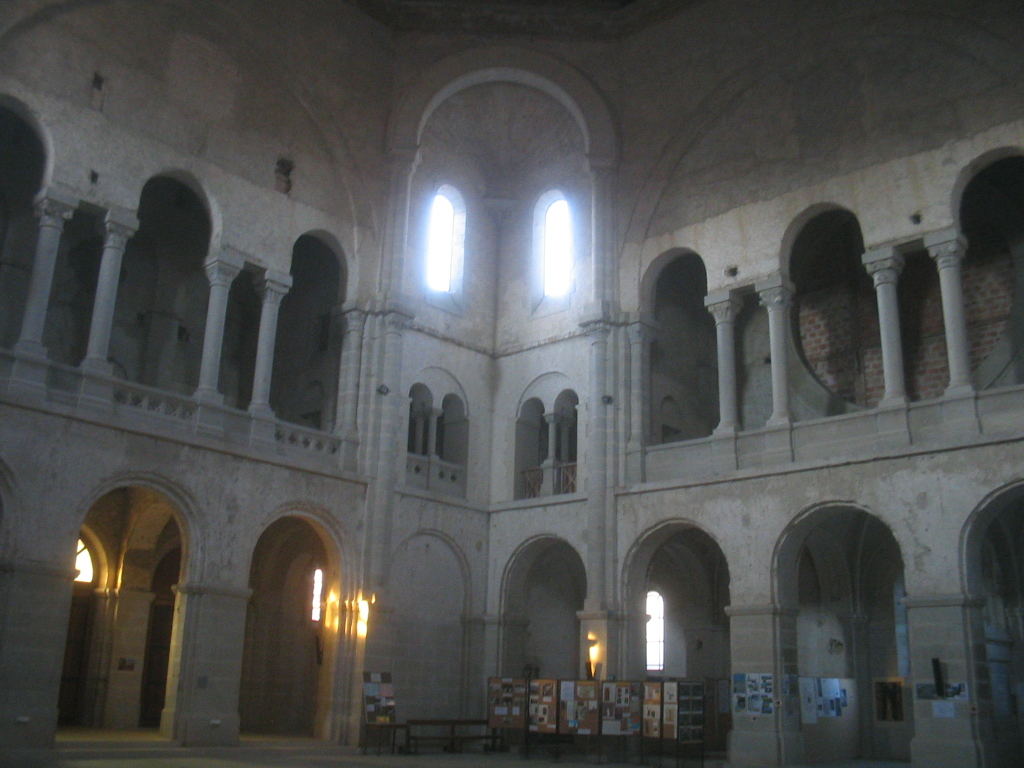
L'intérieur du monastère de Prouilhe.

À la mort de saint Dominique, il assista les sœurs du monastère de Prouilhe, refuge pour les femmes cathares converties.
Bertrand de Garrigues mourut le 18 avril 1230 au cours d'une retraite qu'il prêchait dans une abbaye cistercienne de la Drôme, l'abbaye de Bouchet, près d'Orange, où il s'était retiré. Dans l'église de l'abbaye figure sa pierre tombale. Pendant des siècles, son tombeau fut l'objet de nombreux pèlerinages ; sa statue était vénérée par les fidèles qui en avaient fait un saint. On cite de lui beaucoup de miracles. Son corps fut examiné par trois fois entre 1253 et 1561, et à chaque fois il était sans corruption.    
Il est fêté le 6 septembre en tant que bienheureux.

## Béatification
En 1870, l'évêque de Valence, François-Nicolas Gueulette, donna son approbation au culte ancien de Bertrand de Garrigues dans son diocèse. À partir de ce moment, la béatification fut proposée à Rome par les évêques de Paris, Toulouse, Marseille, Nîmes, Valence, ainsi que par l'ordre des Dominicains auquel il appartenait.
Finalement, le pape Léon XIII autorisa l'office en l'honneur de Bertrand de Garrigues dans les diocèses de Nîmes et de Valence, et le déclara bienheureux le 12 juillet 1881.